# Роббенайланд
Роббенейланд (афр. Robbeneiland, англ. Robben Island) — острів в Атлантичному океані, розташований у Столовій бухті, за 8 км від материка, за 12 км від Кейптауна, Західна Капська провінція, ПАР.
Вся територія острова розташована у власності держави, за винятком землі, на якій стоїть церква.

## Фізико-географічні характеристики

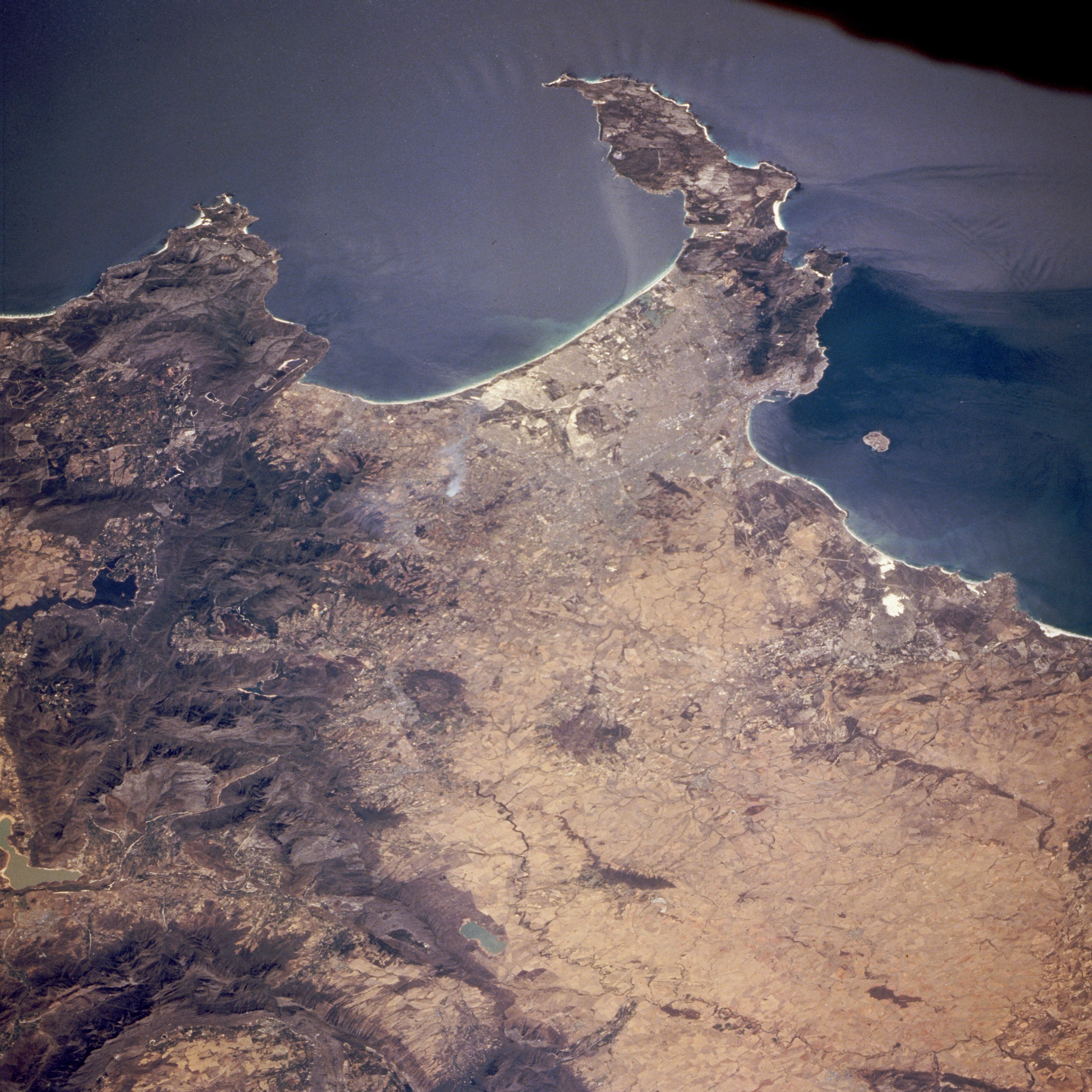
Кейптаун, Хибна бухта (вгорі) та Столова бухта з островом Роббен (праворуч), вид з космосу, Лютий 1995.

Острів посушливий, на ньому росте лише рідкісний чагарник, джерела прісної води відсутні. Це протягом століть ускладнювало його використання як в'язниці. У першій половині XX століття на ньому намагалися бурити артезіанські свердловини, але з часом у ґрунтові води почала просочуватися морська вода, і свердловини стали не придатні для використання. 1965 року по морському дну було прокладено водогін з Кейптауна.

## Флора та фауна
Коли 400 років тому на острів прибули голландці, єдиними тваринами, що його населяли, були тюлені та птиці. 1960-го доглядач острова поселив на ньому кількох антилоп з числа звичайних мешканців дюн на узбережжі, і гігантських (або слонових) черепах, для тутешніх місць абсолютно нехарактерних. Черепахи прибули, мабуть, з Галапагоських або Сейшельських островів та перед цим прожили понад 150 років у Кейптаунському зоопарку. Невідомо, чи живуть ці тварини на острові зараз.

## Історія
Назва перекладається з голландської як «тюленячий острів»; колись тюлені водилися у навколишніх водах у великій кількості. Острів має приблизно круглу форму близько двох кілометрів у діаметрі, площа 5 км². У результаті багатовікової ерозії поверхню острова практично плоска та піднімається над рівнем моря лише на кілька метрів.

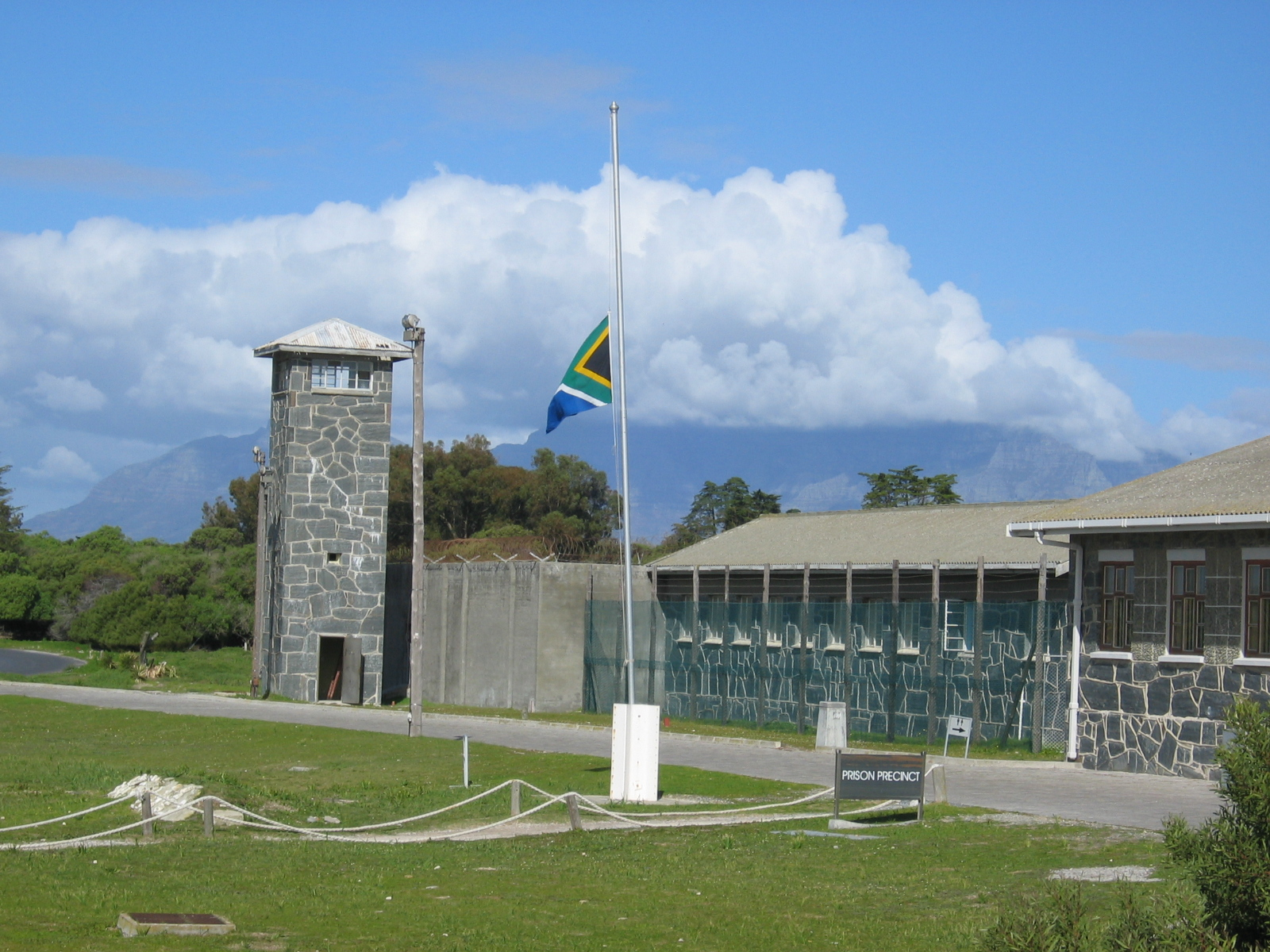
Тюремні споруди на острові Роббен. На задньому плані — Столова гора (Південна Африка), за 15 км від острова.

Острів Робен був вперше заселений ще у кам'яному столітті, коли рівень моря був набагато нижче та острів з'єднувався з материком. Наприкінці останнього зледеніння танення льодовиків призвело до підняття рівня моря, і територія навколо острова була затоплена океаном. Острів був звичайним місцем стоянки кораблів, які огинали Африку у XVI і початку XVII століть. Після перших спроб заселення острів було перетворено на голландську, а потім в англійську каторжну тюрму-поселення. Вже серед перших мешканців острова були заслані туди політичні лідери з голландських колоній, таких як Індонезія.
З 1846 по 1931 роки на острові діяла колонія-лепрозорій; сюди ж посилалися божевільні і ті, хто вважалися такими. 1864 року було встановлено маяк.
Під час Другої світової війни острів був фортіфіковано, а з середини 1960-х по 1991 роки був державною в'язницею максимально суворого режиму. Переважна більшість ув'язнених становили чорношкірі політв'язні. З 1964 по 1982 у цій в'язниці під номером 46664 містився Нельсон Мандела, надалі — перший чорношкірий президент ПАР. Серед інших відомих в'язнів роббенської в'язниці такі борці з апартеїдом як Волтер Сісулу, Гован Мбекі, Роберт Собукве. У в'язниці підтримувався найжорстокіший режим, і цивільним особам, включаючи рибалок, доступ на острів було суворо заборонено. Останній політв'язень залишив острів 1991 року. Острів продовжував використовуватися як в'язниці середнього режиму до 1996 року.

## Охорона території

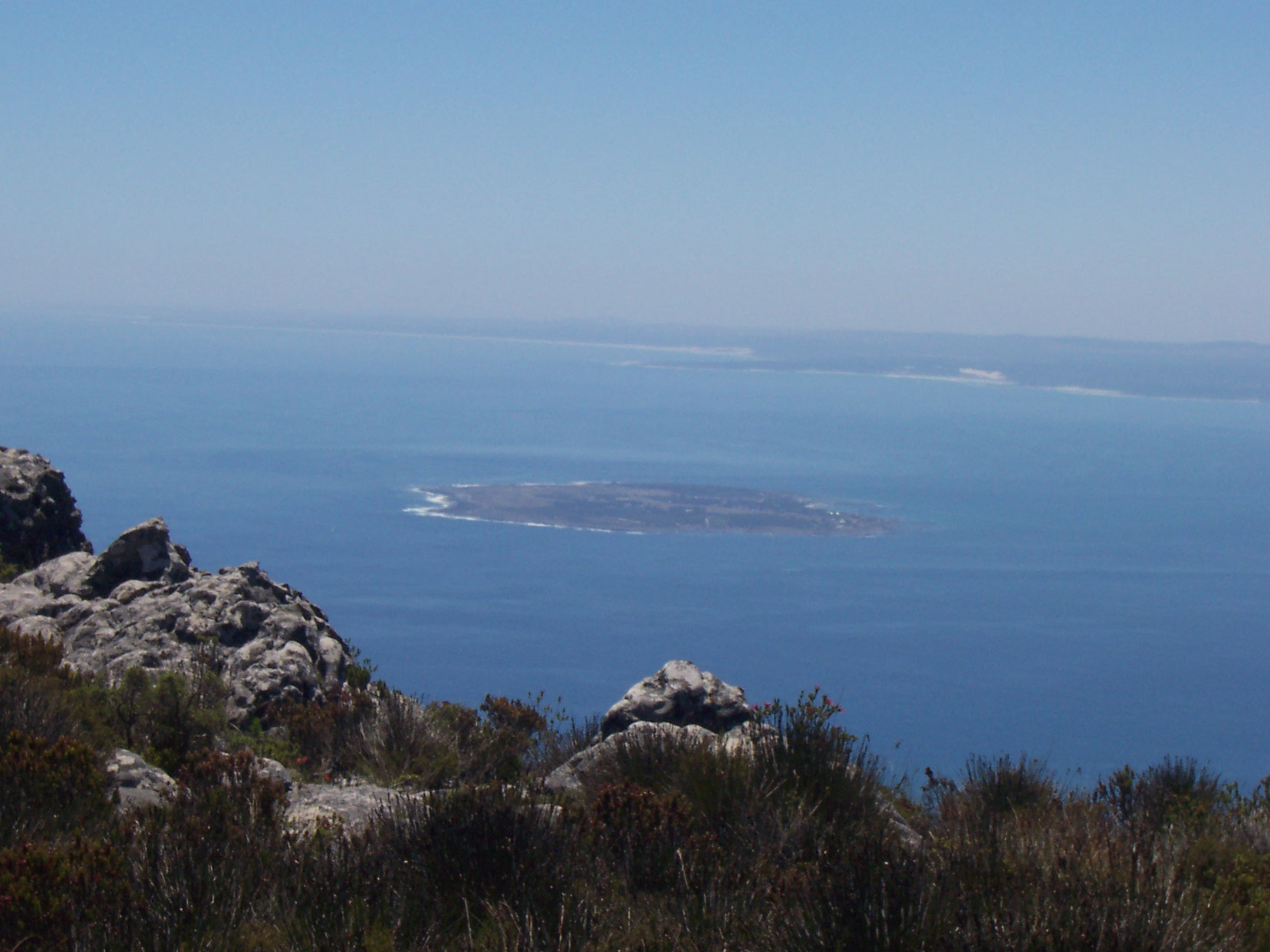
Вид на острів зі Столової гори (приблизно у північно-західному напрямку). На горизонті за островом видно піщаний берег бухти Салдана.

1997 року острів був перетворений на музей просто неба та оголошений національним пам'ятником. Нині острів є популярним місцем відпочинку; 1999 року він був включений до списку Всесвітньої спадщини ЮНЕСКО. З Кейптауна на острів можна потрапити на поромі, який діє цілий рік, якщо дозволяє погода.
Острів Роббен завжди представляв велику небезпеку для судноплавства. Океанський прибій безперервно б'ється об його береги, і будь-яке судно, що сіло на мілину поблизу острова, тут же розбивається хвилями. У водах навколо острова знайшло свій кінець безліч кораблів; скарби, які перевозили деякі з них, досі не знайдені.